# Frank Tømmervåg
Frank Tømmervåg (Kristiansund, 8 febbraio 1951 – Kristiansund, 20 giugno 2020) è stato un calciatore norvegese, di ruolo centrocampista.

## Carriera

### Club
Tømmervåg giocò nell'Eidsvold Turn dal 1970 al 1973, totalizzando 60 apparizioni in squadra e 10 reti. Nel 1974 fu ingaggiato dal Lyn Oslo, dove rimase per un biennio. Dal 1976 al 1980 fu invece in forza al Lillestrøm, con cui vinse due campionati (1976 e 1977) e una Norgesmesterskapet (1977).

### Nazionale
Giocò 2 partite per la Norvegia under 21, mettendo a segno una rete. Esordì il 2 agosto 1973, siglando la sua unica marcatura nella vittoria per 1-2 sulla Polonia under 21.

## Palmarès

### Club

#### Competizioni nazionali
- Campionato norvegese: 2

Lillestrøm: 1976, 1977
- Coppa di Norvegia: 1

Lillestrøm: 1977